# ユー & アイ
ユー & アイ（本国アイスランド語表記では「Þú og Ég」、英語では「You and I」と表記）は、1970年代後半から1980年代前半にかけて活躍していたアイスランドの男女２人組のデュオ。本国アイスランドのほかノルウェー、スウェーデン、デンマークなどでも人気が高く、日本でもディスコブームにのって英語版のシングル曲「ユー・アンド・アイ（英語題名：We Are The Love）」がヒットした。女性ボーカルのHelga Möllerはのちに1986年ユーロビジョン・ソング・コンテストにおいてICYというトリオのメンバーとしてアイスランド代表として出場し、現在でもアイスランドでポップシンガーとして活躍、ソロアルバムも出している。いっぽう男性ボーカルのJóhann Helgasonは、ソングライターとしていくつかのミュージシャンに曲を提供している。